# Sault
Sault — британський музичний гурт, створений у 2019 році.
Музика гурту була класифікована як неосоул, R&B, фанк, неокласика, регі, госпел.
Гурт очолює автор пісень, мультиінструменталіст і продюсер Inflo. До складу гурту входять: вокалісти Cleo Sol, Kid Sister і Chronixx, а також інструменталісти Kadeem Clarke і Jack Peñate.
Гурт часто висуває на перший план тематику, орієнтовану на темношкірих.
Протягом перших трьох років існування гурт Sault випустив п’ять студійних альбомів: 5 (2019), 7 (2019), Untitled (Black Is) (2020), Untitled (Rise) (2020), Nine (2021).
Протягом 2022 року, після випуску оркестрового інструментального альбому Air, гурт Sault несподівано випустив п’ять нових альбомів одночасно. 
У грудні 2023 гурт вперше виступив наживо. На 2024 рік гурт запланував виступи у семи містах.

## Історія

### 2019: альбоми 5 і 7
15 лютого 2019 року гурт Sault випустив свій дебютний трек, «We Are the Sun», на своєму лейблі Forever Living Originals; у березні 2019 року вийшов трек «Don't Waste My Time».
У травні 2019 року гурт Sault випустив свій дебютний альбом, 5. 
У вересні 2019 року гурт Sault випустив наступний альбом, 7.

### 2020–2021: альбоми Untitled
У червні 2020 року гурт випустив альбом Untitled (Black Is), у вересні 2020 року вийшов альбом Untitled (Rise). Обидва альбоми отримали загальне визнання критиків. Альбом Untitled (Rise) був номінований на премію Mercury Prize у 2021 році.
У червні 2021 року гурт випустив студійний альбом Nine.
З моменту свого дебюту в 2019 році і до кінця 2023 року вони жодного разу не виступали наживо, не давали інтерв’ю, і не випускали музичне відео на підтримку своєї музики. І тільки в листопаді 2023 року гурт оголосив про плани виступити наживо.

### 2022–теперішній час: альбоми-сюрпризи та тур
У квітні 2022 року гурт Sault випустив свій шостий студійний альбом, Air. Газета Гардіан описала альбом, як «повний поворот», а Pitchfork описав альбом, як «гострий поворот до соковитої сучасної класики».
У жовтні того ж року гурт випустив мініальбом X у стилі регі, що складається з однієї десятихвилинної пісні, «Angel».
1 листопада 2022 року гурт несподівано випустив п’ять нових альбомів одночасно. 5 альбомів були доступні для безкоштовного завантаження через WeTransfer. Гурт написав: «Ось 5 альбомів, випущених як пожертвування Богу. Доступні для безкоштовного завантаження протягом п’яти днів. Пароль для розблокування всіх 5 альбомів знаходиться в повідомленні Sault в соцмережі X.» П'ять нових альбомів, Aiir, 11, Earth, Today & Tomorrow і Untitled (God), містять загалом 56 треків. Журнал Variety назвав ці 5 альбомів як «найбільшу кількість нещодавно записаної музики, одночасно випущеної відносно великим виконавцем».
У травні 2023 року альбом 11 виборов нагороду Айвора Новелло як «Найкращий альбом». Нагороду отримували продюсер Inflo, вокалісти Cleo Sol і Chronixx, і музикант Jack Peñate.
У листопаді 2023 року гурт анонсував свій перший живий виступ, і обіцяв зіграти матеріал з неопублікованого альбому. Пізніше вони уточнили, що зіграють сім концертів, які включатимуть живе виконання музики з різних альбомів. Тур розпочався 14 грудня в Лондоні та включав пісні з неопублікованого альбому, Acts of Faith. На 2024 рік заплановані виступи у таких локаціях: Нью-Йорк (альбом 5), Лондон (альбом Nine), Лос-Анджелес (альбом Black Is), Канада (альбом Untitled Rise), Німеччина (альбом 11), Париж (альбом Air) і Африка (альбом Earth).
На початку 2024 року також було оголошено про співпрацю з виконавцем André 3000.

## Учасники гурту
- Inflo — піаніно, клавішні, акустична гітара, електрогітара, бас, вокал, продюсування, інженерія
- Cleo Sol — головний вокал[17]
- Kid Sister — головний вокал
- Chronixx — головний вокал[1]
- Jack Peñate — інструментування[1]

На їхньому першому живому виступі серед гостей та учасників були: Inflo, Cleo Sol, Michael Kiwanuka, Little Simz.

## Дискографія

### Студійні альбоми
| Назва                | Інформація про альбом                                                                                     | Пікові позиції в чартах | Пікові позиції в чартах | Пікові позиції в чартах | Пікові позиції в чартах |
| Назва                | Інформація про альбом                                                                                     | UK                      | UK Indie                | US Class. Cross.        | US Curr.                |
| -------------------- | --- | ----------------------- | ----------------------- | ----------------------- | ----------------------- |
| 5                    | - Реліз: 5 травня 2019 - Лейбл: Forever Living Originals - Формат: LP, CD, digital download, streaming    | –                       | –                       | –                       | –                       |
| 7                    | - Реліз: 27 вересня 2019 - Лейбл: Forever Living Originals - Формат: LP, CD, digital download, streaming  | –                       | –                       | –                       | –                       |
| Untitled (Black Is)  | - Реліз: 19 червня 2020 - Лейбл: Forever Living Originals - Формат: LP, CD, digital download, streaming   | –                       | 24                      | –                       | 93                      |
| Untitled (Rise)      | - Реліз: 18 вересня 2020 - Лейбл: Forever Living Originals - Формат: LP, CD, digital download, streaming  | –                       | 48                      | –                       | –                       |
| Nine                 | - Реліз: 25 червня 2021 - Лейбл: Forever Living Originals - Формат: LP, CD, digital download, streaming   | 99                      | 12                      | –                       | –                       |
| Air                  | - Реліз: 13 квітня 2022 - Лейбл: Forever Living Originals - Формат: LP, CD, digital download, streaming   | –                       | 4                       | 2                       | –                       |
| 11                   | - Реліз: 1 листопада 2022 - Лейбл: Forever Living Originals - Формат: LP, CD, digital download, streaming | –                       | –                       | –                       | –                       |
| Earth                | - Реліз: 1 листопада 2022 - Лейбл: Forever Living Originals - Формат: LP, CD, digital download, streaming | –                       | –                       | –                       | –                       |
| Today &amp; Tomorrow | - Реліз: 1 листопада 2022 - Лейбл: Forever Living Originals - Формат: LP, CD, digital download, streaming | –                       | –                       | –                       | –                       |
| Untitled (God)       | - Реліз: 1 листопада 2022 - Лейбл: Forever Living Originals - Формат: LP, CD, digital download, streaming | –                       | –                       | –                       | –                       |

### Мініальбоми
| Назва | Інформація про мініальбом                                                                                 | Пікові позиції в чартах |
| Назва | Інформація про мініальбом                                                                                 | UK DL                   |
| ----- | --- | ----------------------- |
| X     | - Реліз: 10 жовтня 2022 - Лейбл: Forever Living Originals - Формат: Digital download, streaming           | 59                      |
| Aiir  | - Реліз: 1 листопада 2022 - Лейбл: Forever Living Originals - Формат: LP, CD, digital download, streaming |                         |

### Сингли
| Назва                 | Рік  | Пікові позиції в чартах | Альбом |
| Назва                 | Рік  | MEX Air.                | Альбом |
| --------------------- | ---- | ----------------------- | ------ |
| "We Are the Sun"      | 2019 | –                       | 5      |
| "Don't Waste My Time" | 2019 | –                       | 5      |
| "Let Me Go"           | 2019 | 49                      | 5      |

## Нагороди та номінації
| Організація         | Рік  | Категорія                          | Номінована робота | Результат | Джерело       |
| ------------------- | ---- | ---------------------------------- | ----------------- | --------- | ------------- |
| Brit Awards         | 2024 | Best R&amp;B Act                   | Sault             | Номінація | [ 24 ]        |
| MOBO Awards         | 2023 | Best R&B/Soul Act                  | Sault             | Перемога  | [ 25 ]        |
| Ivor Novello Awards | 2022 | Best Album                         | Nine              | Номінація | [ 26 ]        |
| Ivor Novello Awards | 2023 | Best Album                         | 11                | Перемога  | [ 27 ] [ 28 ] |
| Ivor Novello Awards | 2023 | Best Song, Musically and Lyrically | "Stronger"        | Номінація | [ 27 ] [ 28 ] |
| Mercury Prize       | 2021 | Album of the Year                  | Untitled (Rise)   | Номінація | [ 29 ]        |
| MOBO Awards         | 2021 | Best R&B/Soul Act                  | Sault             | Номінація | [ 30 ]        |